# Xylethrus
Xylethrus is een geslacht van spinnen uit de  familie van de wielwebspinnen (Araneidae).

## Soorten
- Xylethrus ameda Levi, 1996
- Xylethrus anomid Levi, 1996
- Xylethrus arawak Archer, 1965
- Xylethrus perlatus Simon, 1895
- Xylethrus scrupeus Simon, 1895
- Xylethrus superbus Simon, 1895